# Maurice Hurley
Maurice Hurley (16 d'agost de 1939 – 24 de febrer de 2015) va ser un guionista i productor estatunidenc conegut sobretot pel seu treball a Star Trek: La nova generació.

## Carrera
A la dècada de 1980, el seu treball per a la televisió va incloure l'escriptura de guions per a L'equalitzador i Miami Vice. També va produir alguns episodis de L'equalitzador.
Va escriure el guió de la pel·lícula Firebird 2015 AD el 1981, i el 2002 va coescriure la pel·lícula Groom Lake amb William Shatner.
Hurley va cocrear la sèrie Pointman amb Joel Surnow i Steve Hattman; Surnow crearia 24 i La Femme Nikita i Hurley treballaria amb ell durant un temps com a guionista/productor. Altres treballs televisius van incloure l'escriptura i/o la producció d'episodis de Baywatch, Baywatch Nights, Kung Fu: The Legend Continues i Diagnosis: Murder.
A Star Trek: La nova generació, Hurley va ser el primer guionista principal i productor creador de la sèrie. La seva influència va ser substancial, ja que va introduir elements creatius a la sèrie que va passar a formar part de la franquícia, com ara els Borg. Hurley va ser el responsable d'acomiadar Gates McFadden, que interpretava el paper de la Dra. Beverly Crusher, al final de la primera temporada de la sèrie. El productor executiu Rick Berman va recordar que Hurley "tenia un problema greu" amb McFadden i no li va agradar la seva actuació. McFadden va xocar amb la interpretació de Hurley sobre el seu personatge durant el rodatge, afirmant: "Definitivament vaig enfadar a Hurley. Perquè no parava de dir "Per què he criat aquest nen geni... i, tanmateix, cada vegada que hi ha alguna cosa seriosa, només els personatges masculins són els que li parlen?" Va deixar la sèrie després de la seva segona temporada, cosa que va deixar la porta oberta a Rick Berman per tornar a contractar McFadden després d'acomiadar la seva substituta Diana Muldaur. Hurley va ser substituït per Michael Wagner durant quatre episodis i finalment per Michael Piller.
El 1993, va tornar breument a la franquícia, i Berman li va demanar que escrivís un esborrany inicial per al primer llargmetratge de La nova generació Star Trek: Generations que faria la transició de la sèrie de pel·lícules de l'equip original d'Enterprise al nou equip. El tractament de la història de Hurley va implicar un trama en què James T. Kirk és d'alguna manera propulsat al futur, on es manifesta a la holocoberta i treballa amb Jean-Luc Picard per ajudar a resoldre un dilema que implica una espècie interdimensional, però Berman finalment va triar un tractament de guió proposat per Ronald D. Moore i Brannon Braga.